# Club Atlético Chacarita Juniors
Il Club Atlético Chacarita Juniors è una società calcistica argentina della città Buenos Aires, con sede sociale e legale nel barrio di Chacarita.
Dal 1945 il suo stadio principale di calcio si trova a 8,8 km dalla sua sede, a Villa Maipú, nella provincia di Buenos Aires. Milita nella Primera B Nacional, la seconda serie argentina.

## Storia

### La fondazione e i primi anni
Il club è stato fondato il 1º maggio 1906, in una biblioteca situata tra i quartieri di Villa Crespo e Chacarita.
Nel 1924, la società prende parte al campionato dilettantistico di prima divisione e rimane nella massima serie anche dopo l'avvento del professionismo del calcio in Argentina. Nel 1940 il club si sposta nella sede di San Martín.

### Dagli anni cinquanta agli anni ottanta

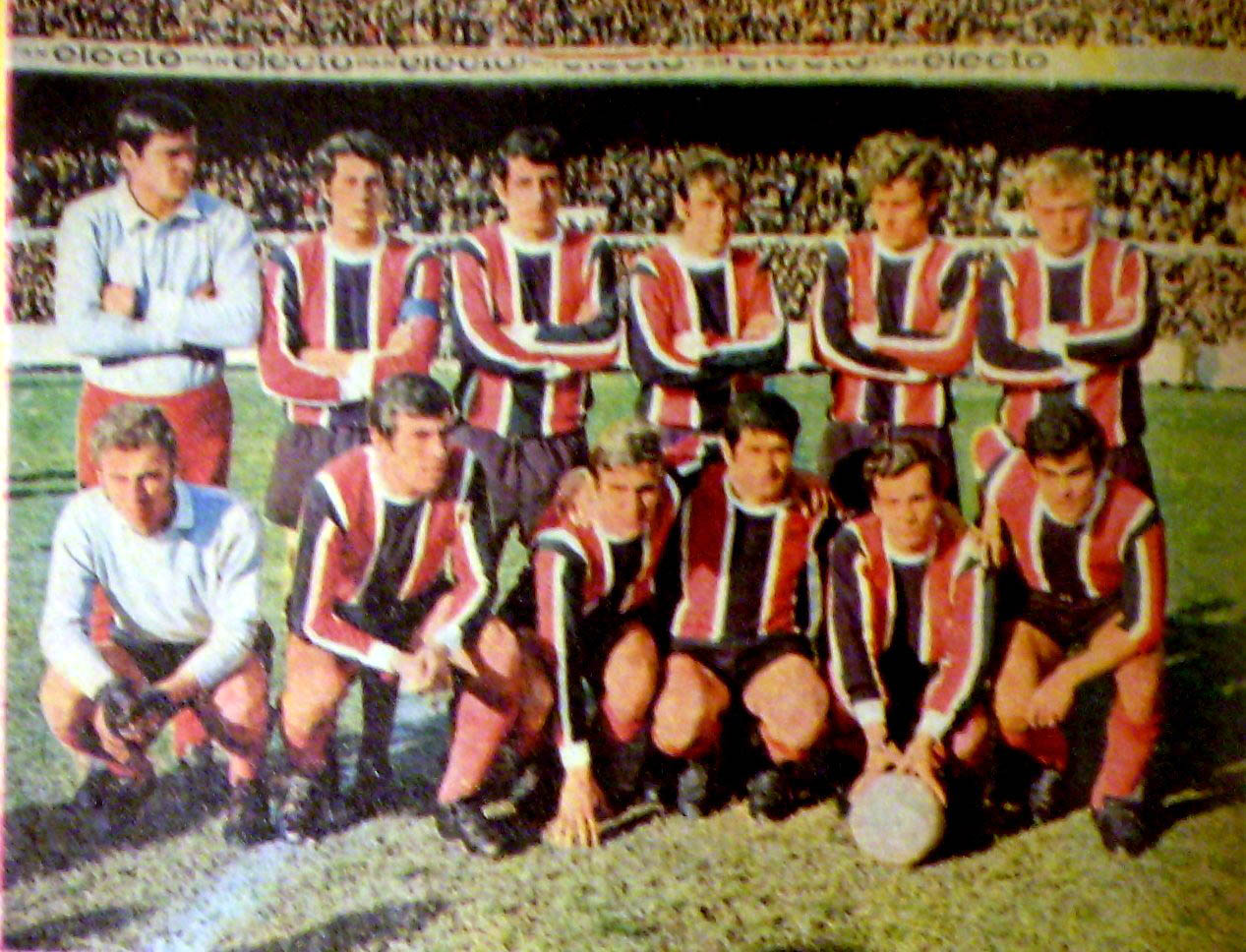
La formazione del Chacarita Juniors campione nel 1969

Nel 1956 il Chacarita retrocede in seconda divisione, vincendola e riguadagnando la massima serie nel 1959. Nel 1969 vince il campionato Metropolitano, l'unico titolo nazionale del club.
Una serie di stagioni negative porta la squadra in terza divisione nel 1980. Nel 1984 torna in Primera División, ma a causa della violenza di alcune frange della tifoseria, il club viene sospeso per un mese dal campionato, perdendo 10 punti, che saranno decisivi per la retrocessione in seconda divisione.

### Dagli anni novanta a oggi
Dopo un periodo passato tra seconda e terza serie, nel 1999 il club ritorna in Primera División, e dal Clausura 2004 in seconda divisione. Nel maggio 2008 lo stadio viene chiuso al pubblico e la squadra è costretta a giocare allo Stadio Diego Armando Maradona dell'Argentinos Juniors.
Nel 2008-2009 si piazza al secondo posto in Primera B Nacional, tornando così in Primera División.

## Stadio
Il Chacarita Juniors gioca dal 1945 le sue partite interne presso lo stadio omonimo, situato nella località di Villa Maipú del partido di General San Martín, in provincia di Buenos Aires.
Nel corso della sua storia il Funebrero ha cambiato per quattro volte la sede del proprio stadio di casa. La prima struttura, situata all'angolo tra Federico Lacroze e Álvarez Thomas, al confine tra i barrios di Villa Crespo e Colegiales fu aperta nel 1907 ma fu presto chiusa dalla polizia per le sue scarse condizioni di sicurezza. Il secondo stadio fu costruito nel 1925 nell'isolato compreso tra Humboldt, Murillo, Darwin e Padilla, nel quartiere di Villa Crespo.
Un terzo stadio, inaugurato il 19 febbraio 1932 con un'amichevole contro il Nacional de Montevideo, fu costruito nell'isolato compreso tra Humboldt, Padilla, Murillo e la ferrovia San Martín, a pochi metri dall'impianto precedente. Chiuso nel 1944, il terreno sul quale sorgeva l'impianto verrà acquistato dagli acerrimi rivali del Chacarita, il Club Atlético Atlanta per costruirvi lo stadio Don León Kolbovsky.

## Rosa 2017-2018
| N. |                      | Ruolo | Calciatore         |
| -- | -------------------- | ----- | ------------------ |
| 1  | Argentina (bandiera) | P     | Lucas Álvarez      |
| 2  | Argentina (bandiera) | D     | Federico Rosso     |
| 3  | Argentina (bandiera) | D     | Lautaro Montoya    |
| 4  | Argentina (bandiera) | C     | Nahuel Menéndez    |
| 5  | Argentina (bandiera) | C     | Miguel Mellado     |
| 6  | Argentina (bandiera) | C     | Federico Vismara   |
| 7  | Argentina (bandiera) | C     | Emmanuel Martínez  |
| 8  | Argentina (bandiera) | C     | Agustín Módula     |
| 9  | Argentina (bandiera) | A     | Mauro Matos        |
| 10 | Argentina (bandiera) | C     | Matías Rodríguez   |
| 11 | Argentina (bandiera) | C     | Juan Álvarez       |
| 12 | Argentina (bandiera) | P     | Julián Lichtenauer |
| 13 | Argentina (bandiera) | P     | Pedro Fernández    |

| N. |                      | Ruolo | Calciatore          |
| -- | -------------------- | ----- | ------------------- |
| 15 | Argentina (bandiera) | C     | Joaquín Ibáñez      |
| 16 | Argentina (bandiera) | D     | Germán Ré           |
| 18 | Argentina (bandiera) | D     | Juan Cruz González  |
| 19 | Argentina (bandiera) | C     | Elías Alderete      |
| 21 | Argentina (bandiera) | C     | Lucas Ontivero      |
| 22 | Uruguay (bandiera)   | D     | Hernán Petryk       |
| 23 | Uruguay (bandiera)   | A     | Facundo Rodríguez   |
| 24 | Argentina (bandiera) | C     | Ijiel Protti        |
| 27 | Argentina (bandiera) | D     | Gabriel Lazarte     |
| 28 | Argentina (bandiera) | A     | Alejandro Gagliardi |
| 30 | Argentina (bandiera) | C     | Juan Martín Imbert  |
| 32 | Argentina (bandiera) | D     | Alan Robledo        |
| 34 | Argentina (bandiera) | C     | Mauro Gonzalez      |

## Palmarès

### Competizioni nazionali
- Campionato argentino: 1

Metropolitano 1969
- División Intermedia: 1

1924
- Primera B Nacional: 2

1941, 1959
- Primera B Metropolitana: 2

1993-1994, 2014

### Altri piazzamenti
- Campionato argentino:

Terzo posto: Metropolitano 1971
- Primera B Nacional:

Secondo posto: 1998-1999, 2008-2009, 2016, 2016-2017